# Dick & Kirschten
Dick & Kirschten war ein deutsches Unternehmen für Kutschen- und Waggonbau in Offenbach am Main. Es wurde 1782 in Frankfurt am Main gegründet und produzierte  von 1795 bis 1912  in Offenbach Luxus- und Gebrauchskutschen, die europaweit Absatz fanden, später Achsen und Räder für Automobile.

## Unternehmensgeschichte

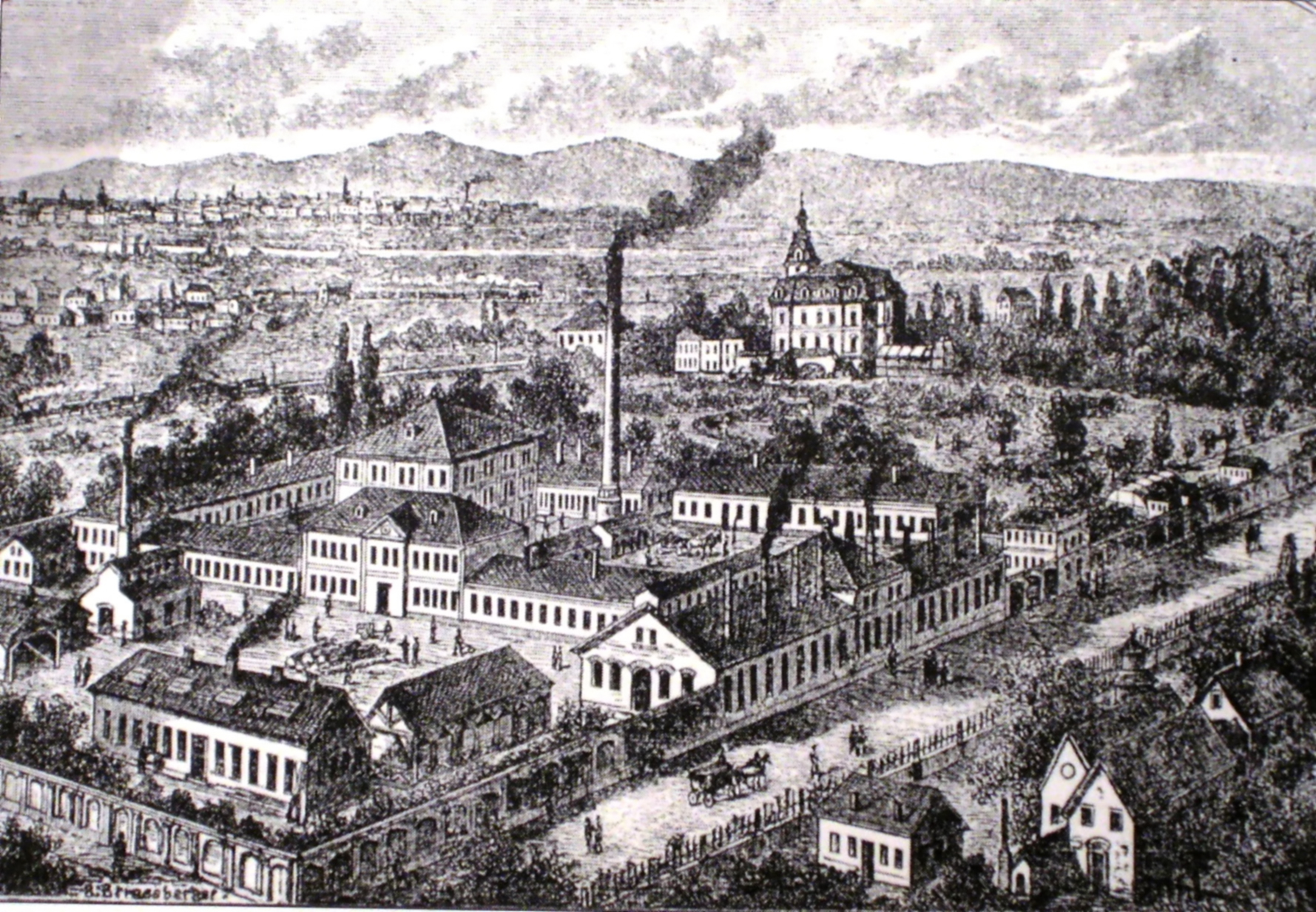
Wagenfabrik Dick & Kirschten

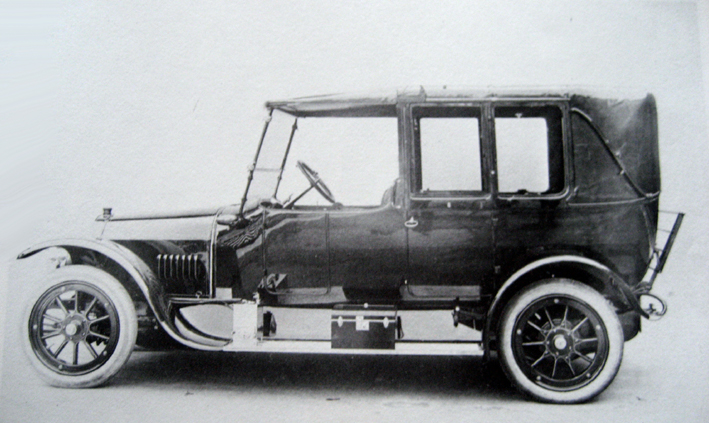
Das letzte Automobil vor der Fusion mit einem Mannheimer Unternehmen

Die Sattlermeister Johann Christoph Dick und Johann Georg Kirschten gründeten zunächst 1782 in Frankfurt am Main einen Sattlereibetrieb zur Kutschenherstellung unter dem Namen Hofwagenfabrik Dick & Kirschten. Die Frankfurter Zünfte duldeten keine Kutschenmanufaktur in ihrem Einflussbereich und die Fabrik wurde 13 Jahre nach Gründung in das benachbarte Offenbach am Main verlegt. Dort konnte zunftfrei produziert werden, die zur Kutschenproduktion notwendigen Handwerker wie Sattler, Schreiner, Schlosser, Schmiede, Lackierer, Posamentierer, Stellmacher, Lederwarenfachhandwerker, Federmacher und Wagenspanner konnten arbeitsteilig unter einem Dach arbeiten. Diese Arbeitsteilung markiert einen Meilenstein weg vom strengen Reglement des Zunftwesens hin zur beginnenden Industrialisierung. Der Bedarf an Kutschen war zu damaliger Zeit sehr groß. Adel und Bürgertum bestellten bis dahin die notwendigen Fahrzeuge im Ausland, vornehmlich in Brüssel, Paris und London. Durch die Offenbacher Fabrik konnte die Nachfrage jetzt im eigenen Land  befriedigt werden. 1805 wurde die Produktion in die Offenbacher Geleitsstraße verlegt. Wegen der hohen Qualität der Erzeugnisse konnte bald in fast alle europäischen Länder exportiert und 1808 in Amsterdam und Hamburg Niederlassungen gegründet werden. Der prominenteste Kunde aus dieser Zeit war der französische Kaiser Napoleon Bonaparte, der seine Kutschen bevorzugt von Dick & Kirschten bauen ließ.
Um das Jahr 1843 übernahm Johann Heinrich Dick, ein Sohn des Unternehmensgründers Johann Christoph Dick und spätere Offenbacher Bürgermeister, die Leitung des Unternehmens. 1856 verkaufte er das Unternehmen an Karl Theodor Wecker (1828–1893), um sich auf seine kommunalpolitischen Aufgaben konzentrieren zu können. Wecker verlegte die Fabrik in das Offenbacher Westend nahe dem heutigen Dreieich-Park und ließ neben Kutschen Feder- und Patentachsen herstellen. Auf diesem Areal entstand 1876 die Villa Wecker, das Fabrikantenwohnhaus, nach Entwurf der renommierten Frankfurter Architekten Carl Jonas Mylius und Alfred Friedrich Bluntschli. Auf der Weltausstellung Paris 1900 wurde Dick & Kirschten mit einer Goldmedaille ausgezeichnet.
Mit der fortschreitenden Entwicklung des Automobils endet die Geschichte von Dick & Kirschten. Zwar wurde die Produktion noch einmal auf ein größeres Werksgelände am Odenwaldring im heutigen Stadtteil Lauterborn verlegt, die Kutschenproduktion musste jedoch mangels Nachfrage eingestellt werden. Man produzierte Achsen, Federn und erste Automobile in kleiner Serie, in denen noch einzelne Elemente von Pferdekutschen verbaut wurden. 1912 endete die über hundertjährige Geschichte des Traditionsunternehmens durch eine Übernahme.